# اقتصاد الإلهام
مع التحول السريع في مفهوم الاقتصاد ودوره في المجتمعات إلا أن معظم الاقتصادات بعيدة كل البعد عن الاستفادة العظمى من الطاقات والقدرات الإنسانية. ولذا يعرف (اقتصاد الإلهام) على أنه مزيج الممارسات الملهمة التي تساهم في استكشاف مسارات جديدة ومتجددة في التطور الاجتماعي والاقتصادي. ويمكن لهذه الممارسات مختلطة ان تشكل روح فردية أو مؤسسية أو مجتمعية جديدة تتميز بالمبادرة والابتكار والمخاطرة، وكما تصنع عقلية مرنة تستكشاف الفرص وتسعى لخلق التغيير وتتميز بالتركيز العالي والتنبؤ في المستقبل، لتصنع في النهاية الاثر ولا تركز على النتائج الشكلية فقط.

## مفهوماقتصادالإلهام
كل يوم يسعى العالم لاستكشاف اقتصاد ذات مفاهيم وتطبيقات تساهم في حل الكثير من مشاكل التعايش والتطور البشري بكل أنواعه. فالارتقاء بنظرة الإنسان إلى الإنسان، وحتى نظرته إلى الطبيعة ومستوى وجودة حياته، وتعزيز الثقة في الذات أو الثقة بين البشرية كلها اهداف اصيلة في مفهوم اقتصاد الإلهام، حيث انشأ المشروع العالمي لاقتصاد الإلهام اقتصادات مشابهة للإلهام وهي (اقتصاد الشباب) و (اقتصاد المرونة). وبجانبه استمرت اقتصادات أخرى معروفة بالانتشار أيضا وهي (اقتصاد الإبداع) و (اقتصاد التعلم) و (اقتصاد الريادة) إلا أن تطبيقاتها ظلت محدودة. ولذا استمرت سيطرة الرأسمالية وبعض التطبيقات البسيطة في اقتصاد المعرفة.
ومع استمرار الازمات العالمية الاقتصادية والصحية واثرها على الاقتصاد الاجتماعي التي تهز المجتمعات وتصنع الكساد والتخلف وتنشر الحروب والسلبية، وتزيدة من الاتكالية على الموارد الناضبة بكل انواعها، يأتي مفهوم (اقتصاد الإلهام) ليعالج الكثير من التحديات والازمات في المجتمعات، ويربطها بالقدرات التي تعتمد على استكشاف الفرص وتعظيم الاستفادة منها. ويعرف د محمد بوحجي (2016م) (اقتصاد الإلهام) اختصارا بانه ذلك الاقتصاد الذي يحرك المجتمعات والمؤسسات لتكون أكثر الهاما واصرارا وتجددا على تحقيق الفارق في الاثر من خلال عملة الإلهام التي تقوم على ممكنات الإلهام (مصادر وروح وفرص الإلهام). فهو اقتصاد يقلل الفوارق بين الناس ويقيس الاداء بما نقدمه نحو المجتمعات من تغيير ونماذج ناجحة ومتجددة، تقوم على تحرير (نماذج العمل) المؤسساتية والمجتمعية من المصادر والاصول الغير متجددة.

## إنشاء المعهد الدولي لاقتصاد الإلهام
تم إنشاء أول فرع '''للمعهد الدولي لاقتصاد الالهام''' في الرابع عشر من أغسطس سنة 2015 من قبل الدكتور محمد بوحجي في مدينة ماريبور بدولة سلوفينيا في أوروبا باعتباره مؤسسة عالمية ذات نفع عام. ثم تبع ذلك في ديسمبر 2016 إنشاء الفرع الثاني الرسمي للمعهد في مدينة برشيد في المملكة المغربية. ومنذ العام 2018 أصبح المقر الرئيسي للمشروع العالمي والمعهد الدولي لاقتصاد الإلهام ومجلاته العلمية المحكمة وهي (المجلة الدولية لاقتصاد الإلهام والمرونة) و (المجلة الدولية لاقتصاد الشباب). يشارك في إدارة المعهد صفوة من الخبراء ويدير مجلس ادارته أكثر من 48 خبير في شتى المجالات بجانب علوم الاقتصاد والاجتماع كمثل الطب والهندسة والمحاماة والإدارة وعلم النفس والابداع والفن وغيرها. ينتشرالمشروع العالمي لاقتصاد الإلهام فيما يفوق 22 دولة ومنها على سبيل المثال سلوفانيا والبوسنة وفلسطين والسودان وغانا وموريتانيا والمغرب وبنغلاديش والهند وبجانب البحرين وغيرها من الدول. مما أدى إلى انتشار الفكرة عبر مجموعة من الدول وتطوير الأفكار وهو الشيء الذي عجل بإنشاء مجموعة من الفروع كجمعيات نفع عام تحمل اسم جمعيات اقتصاد الإلهام في بعض هذه الدول والعمل جار على الانتهاء من تأسيس الكثير منها.
خروج المعاهد والجمعيات التي تساهم في ظهور اقتصاد الإلهام الذي يسعى ليحد من مايعيشه العالم من أزمات اقتصادية واجتماعية وذلك من خلال مختبرات سميت بمختبرات الإلهام التي تقوم على منهجيات فريدة في تطوير المجتمعات المستهدفة.

## هندسة الإلهام
هندسة الإلهام هي باختصار تقوم على عمل تصميم وزراعة مفاهيم اقتصاد الإلهام واستخراج الفرص الملهمة الكامنة من خلال التعرف على مجالات الرزق، والتعلم مدى الحيا، ة وطرق صناعة الأثر والتأثير في المجتمعات والمؤسسات وبما يؤثر في الاقتصاد-الاجتماعي، ومن ثم (إدارة التغيير) لصناعة النماذج الملهمة والتعايش المرن الذي يصنع القدرة على التجدد مقابل الطلب.
تهدف ادوات هندسة الإلهام إلى صناعة اقتصادات مؤسسية ومجتمعية متحررة من القيود ومنطلقة لوضع ممارسات ونقاط ومصادر الإلهام بطريقة علمية حديثة ترتقي بالمجتمعات، وتحقق التحول الذي يقوم على ارتفاع القدرة على إخراج المبادرات السليمة وتنفيذها بروح تتميز بالريادة والإدارة للتحديات وتصنع الاثر.

## مختبرات الإلهام
تقوم فلسفة مختبرات الإلهام ان كل انسان ومؤسسة ومجتمع لديهم طاقات كبيرة جدا غير مستكشفة، وان هذه الطاقات تبدأ بالاستكشاف التي تأتي من خلال الملاحظات التي متى ما استوعبت، تتحول إلى مرحلة تطبيق المفاهيم وهي مرحلة تعبر عن (الإدراك). تفتح التحليلات والربط لهذه الملاحظات مجالات للمناقشات العميقة ومن ثم التطبيقات الميدانية المرتبطة بالصورة الكبرى أو القيمة العليا التي تطور التصور لدورنا في الحياة ولما نسعى لتحقيقه. تشكل المختبرات «الصورة الكبرى» وتتحقق لفرق العمل في المختبر من خلال تصورهم للاثر الذين يريدون تركه بالمقارنة بحقيقة المكان والزمان. ومتى ما تحقق ذلك وارتبط الإنسان أو المجموعة بمنهجية المختبر الفريدة يبدأ «الاستكشاف». حيث يبدأ الاستكشاف بنقاط بسيطة مخفية، أو لم تكن مستهدفة بالشكل الكافي، ثم يتم البدء بممارسة منهجية الاستكشاف من خلال آليات الملاحظة، والاستيعاب، والاستنتاج.
تتميز مختبرات الإلهام  بقدرتها على تحويل حب (الاستكشاف الفردي) إلى شغف (الاستكشاف الجماعي)، إلى منهجيات تطبيق تقوم على «التفكير الابداعي والروحاني» والذي نسميه التفكير العكسي، الذي يفترض ان يدفع اصحابه للإلهام واشعال شمعة (الفكرة الملهمة). هنا يأتي دور المختبر في اقتصاد الإلهام حيث يتم بناء على منهجيات محددة الربط بين الفكرة المجتمعية الاقتصادية المهمة التي تشكلت من خلال
(رؤية الصورة الكبرى + ممارسات الاستكشاف + التفكير العكسي).
فالمستهدف من اقتصاد الإلهام هو تحريك المجموعات إلى حل مشكلة اقتصادية أو اجتماعية، مما يحرك ما نسميه روح الريادة.

## فوائد اقتصاد الإلهام في المجتمعات والمؤسسات
يمكن اختصارا القول أن ممارسات ومفاهيم وممكنات اقتصاد الإلهام إذا ما طبقت برغبة وقيادة مخلصة في المؤسسات والمجتمعات بانها ستحقق التالي:
1- تطوير قدارت المؤسسة والمجتمع المعني على تحديد الفرص المتوفرة للخدمات والمنتجات الجديدة أو غير المستكشفة أو غير المستفاد منها.
2- بناء القدرات الجديدة مقابل الطلب. فمثلا: بدلا من زيادة الطاقات المادية مقابل الطلب على الخدمة – كما هو متعارف عليه في المنهجية الرأسمالية، يتم زيادة القدرة على معالجة المشاكل أو الاستكشاف.
3- بناء روح تستطيع أن تتماشى مع التغيير والتحول بسرعة نحو مستوى الأداء العالمي المطلوب – تماما كما نسمع اليوم عن تلك الروح الموجودة في دول شرق آسيا وكندا ونيوزلندا والدول الإسكناديفية.
4- بناء مؤسسات تحقق دخل ربحي جيد يكون من (الاصول العينية أو المجتمعية أو المعرفية اوالطبيعية اوالمورد البشري) بدلا من ان تصرف وتطلب المزيد. أي أن هذه المختبرات ستحول المؤسسات والمجتمعات إلى كيانات تُعنى بالعائد على الإستثمارفي الصول الدائمة، وتكون مراكز ربحية وليس مراكز تكلفة.
5- بناء مؤسسات ذات مسؤولية وحس اجتماعي عالي، لديها القدرة على التعامل مع متطلبات المتعاملين، وبل روح الاستباقية في الإرشاد المبني على روح التشارك من كل قطاعات الإنتاج الثلاثة (الحكومي، والخاص، المجتمع المدني) والسلطات الثلاثة (التنفيذي، والتشريعي، والقضائي).
6- بناء مؤسسات وروح ريادية منغمسة على الشغف ومبنية على الإدراك التنافسي السريع Sprit of Agility تقوم بالمواءمة بين إنتاج خدمات ومنتجات ذات جودة عالية وفي نفس الوقت تكون بأقل التكاليف المنخفضة وبأسرع توصيل وتوفر.
7- المحافظة على المخزون الطبيعي من الثروات الخاصة بالطاقة، والزراعة والأغذية وغيرها.
8- رفع السمعة السياحية والإستثمارية التي تعود على الاقتصاد الوطني من خلال إعادة التصميم لنماذج ترفع العائد من نقاط وبؤر السياحة، ومسارات السياح والمستثمرين، ومنها على سبيل المثال تحسين مستوى وسلامة خدمات الضيافة وتقليل حالات التسممات من المطاعم، وتسريع الرخص الآمنة.
9- التقليل من حالات الخلل الاجتماعي والانحراف الأسري والطلاق من خلال مشاريع ونماذج تقلل من هذه الحالات ومنها على سبيل المثال مشروع الطلاق الآمن، وتقليل حلات الطلاق والعنف الاسري وخاصة بين الشباب، ومشاريع الأسر المنتجة ومشاريع السجناء المنتجين وغيرها.
10- تعزيز القدرات للتصدير للمنتجات الاسرية والقروية التي ترفع العائد على الاقتصاد ولا تضر بمتطلبات الاستدامة للموارد الطبيعية.
11- رفع القدرة المؤسسية والوطنية في التعامل مع مفهوم ومعادلة (رفع أثر وفاعلية الإنتاجية Overall Inspiration Competitiveness)
12- رفع القدرة المؤسسية والوطنية في التعامل مع متطلبات اقتصاد يقوم على التنافسية المعرفية (Capacity vs. Demand).
13- زيادة قدرة الإستيعاب لسوق العمل على توجيه الطاقات والأصول البشرية، من خلال مفهوم صناعة صانعي الوظائف لا طالبي الوظائف، وبالتالي تقليل العاطلين ورفع آليات الاقتصاد الحقيقي.
14- رفع قدرات صناع القرار والقيادات الوسطى لبناء الخطط القصيرة والمتوسطة المدى التي تبنى على الإستنتاج Reflections – من نتائج نماذج مشاريع المختبرات.
15- تسريع ثقافة التبادل المعرفي بين الخبرات والمحلية والأجيال الجديدة والأجيال الحالية.
16- التشبيك مع الجهات العلمية والبحثية العاملة بجانب مؤسسات المجتمع المدني بما يخدم تحسين العائد في المجتمعات المتنوعة ولكل الأطراف وبما يقلل الهوة
17- بناء روح جديدة للتعايش المجتمعي العملي ومن خلال ممارسات داخل المختبرات، ومن خلال تغيير العادات الشائعة والتركيز على ما يسمى Social Life Style Factor
التي ترفع من قيمة المسارات / والقرارات/ والخيارات المحققة لجودة الحياة.
18- المساهمة في بناء مجتمع يتحول من الإتكالية والريعية إلى مجتمع فاعل ينهض بوطنه وأمته وافراده من خلال منهجيات تحفيز تقوم على الجذب والإستكشاف للفرص.

## اقرأ أيضًا
- اقتصاد المعرفة
- تقانة المعلومات
- الاقتصاد
- اقتصاد الشباب[4]

- اقتصاد المرونة
- الاقتصاد السلوكي